# Wild Harvest
Wild Harvest is een Amerikaanse dramafilm uit 1947 onder regie van Tay Garnett. Destijds werd de film in Nederland uitgebracht onder de titel Oogst der verleiding.

## Verhaal
Joe Madigan staat aan het hoofd van een rondtrekkende ploeg, die tarwe gaat oogsten bij boeren. Zijn vriend Jim Davis sluit zich aan bij de groep. Tijdens hun verblijf op de boerderij van Rankin wordt diens nichtje Fay verliefd op Joe. Wanneer hij haar afwijst, trouwt Fay met Jim en ze jut hem op tegen Joe. Ze overreedt Jim om tarwe achter te houden en die zelf te verkopen.

## Rolverdeling
| Acteur         | Personage     |
| -------------- | ------------- |
| Alan Ladd      | Joe Madigan   |
| Dorothy Lamour | Fay Rankin    |
| Robert Preston | Jim Davis     |
| Lloyd Nolan    | Kink          |
| Richard Erdman | Mark Lewis    |
| Allen Jenkins  | Higgins       |
| Will Wright    | Mike Alperson |
| Griff Barnett  | Rankin        |
| Anthony Caruso | Pete          |
| Walter Sande   | Long          |
| Frank Sully    | Nick          |